# Hemmingus Stenius
Hemmingus Stenius, född 1580, död 25 oktober 1660 i Regna församling, Östergötlands län, var en svensk präst.

## Biografi
Hemmingus Stenius föddes 1580. Han var son till kyrkoherde Joannes Hemmingi i Sunds församling. Stenius blev 1630 kyrkoherde i Regna församling och avled där 1660.

### Familj
Stenius var gift med Elin Pedhersdotter (1600–1662). De fick tillsammans barnen kyrkoherden Nicolaus Regnérus i Tåby församling, komministern Petrus Regnér i Skedevi församling, konrektorn Johannes Regnér i Söderköpings trivialskola, komministern Elias Regnér i Ringarums församling, Catharina Regnér som var gift med komministern N. Rosenius i Västra Husby församling och Sara Regnér som var gift med Hans Larsson Branting i Norrköping.